# Michael Storer
Michael Storer, né le 28 février 1997 à Perth en Australie-Occidentale, est un coureur cycliste australien. Il a notamment remporté deux étapes et le classement de la montagne du Tour d'Espagne 2021.

## Biographie

### Chez les amateurs
En 2013, Michael Storer devient champion d'Australie du contre-la-montre cadets (moins de 17 ans). Un an plus tard, il est sacré champion d'Océanie du contre-la-montre juniors (moins de 19 ans) devant Daniel Fitter et Rohan Wight. Deux jours plus tard, il est cinquième de la course en ligne de ces championnats. En septembre de cette année, il est médaillé de bronze du championnat du monde du contre-la-montre juniors derrière Lennard Kämna et Adrien Costa. En 2015, pour sa deuxième année chez les juniors, il est à nouveau champion d'Océanie du contre-la-montre juniors, puis devient champion d'Australie sur route juniors. En deuxième partie de saison, il gagne la dernière étape d'Aubel-Thimister-La Gleize et termine quatrième du classement général de cette course. Lors des mondiaux juniors de Richmond, il se classe treizième du contre-la-montre et seizième de la course en ligne.
Initialement prévu dans l'équipe VL Technics-Experza-Abutriek pour 2016, il renonce finalement à la rejoindre et court pour l'équipe espoirs australienne Jayco-AIS World Tour Academy. En mars, il se classe troisième  du championnat d'Océanie du contre-la-montre espoirs derrière le vainqueur Alexander Morgan et Oscar Stevenson. Deux jours plus tard, il termine quatrième de la course en ligne disputée à la fois par des coureurs élites et espoirs en même temps. Comme il est le mieux placé des coureurs de moins 23 ans, il remporte la médaille d'or dans catégorie d'âge et devient donc Champion d'Océanie sur route espoirs. En août, en Italie, il remporte en solitaire le Grand Prix de Poggiana avec plus de trois minutes d'avance. Lors du Tour de l'Avenir, il termine deuxième de la cinquième étape derrière Jhon Anderson Rodríguez et prend la septième place du classement général final.
En janvier 2017, il est troisième du championnat d'Australie du contre-la-montre espoirs, puis quinzième du Tour Down Under pour sa première course en World Tour. Onze jours après sa cinquième place au classement final du Herald Sun Tour, il est annoncé que Storer a signé un contrat avec l'équipe continentale Mitchelton Scott, la formation qui sert de réserve à Orica-Scott. Peu après, il décroche la médailla d'argent au championnat d'Océanie sur route espoirs. À partir du mois d'avril, il s'illustre en Europe, terminant notamment quatrième du Gran Premio Palio del Recioto, puis remportant coup sur coup le Grand Prix Industrie del Marmo et une étape de l'An Post Rás. Il est ensuite troisième du Tour de la Vallée d'Aoste, deuxième du Grand Prix de Poggiana et neuvième du Tour de l'Avenir.

### 2018-2021: Team Sunweb/DSM

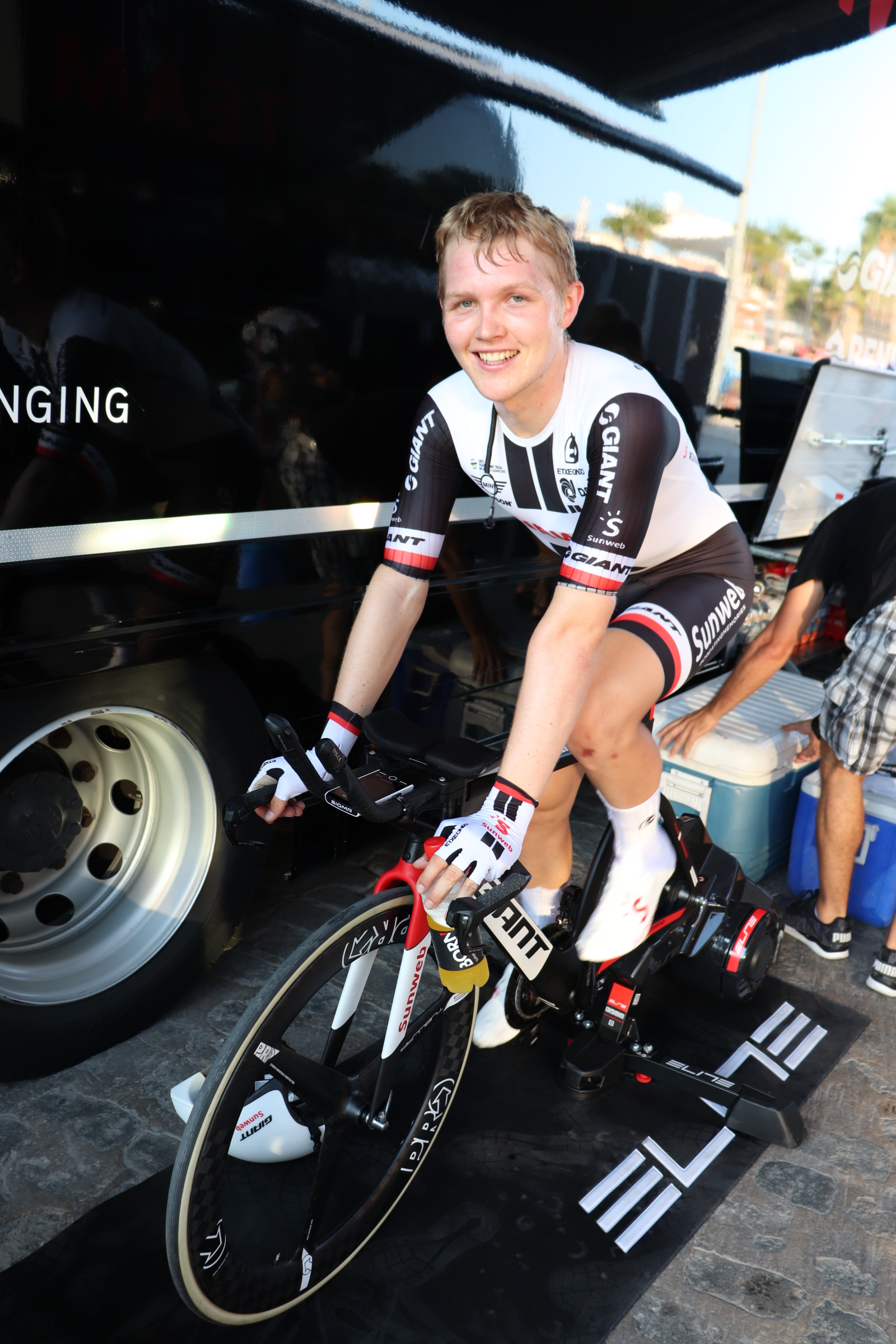
Storer lors du Tour d'Espagne 2018.

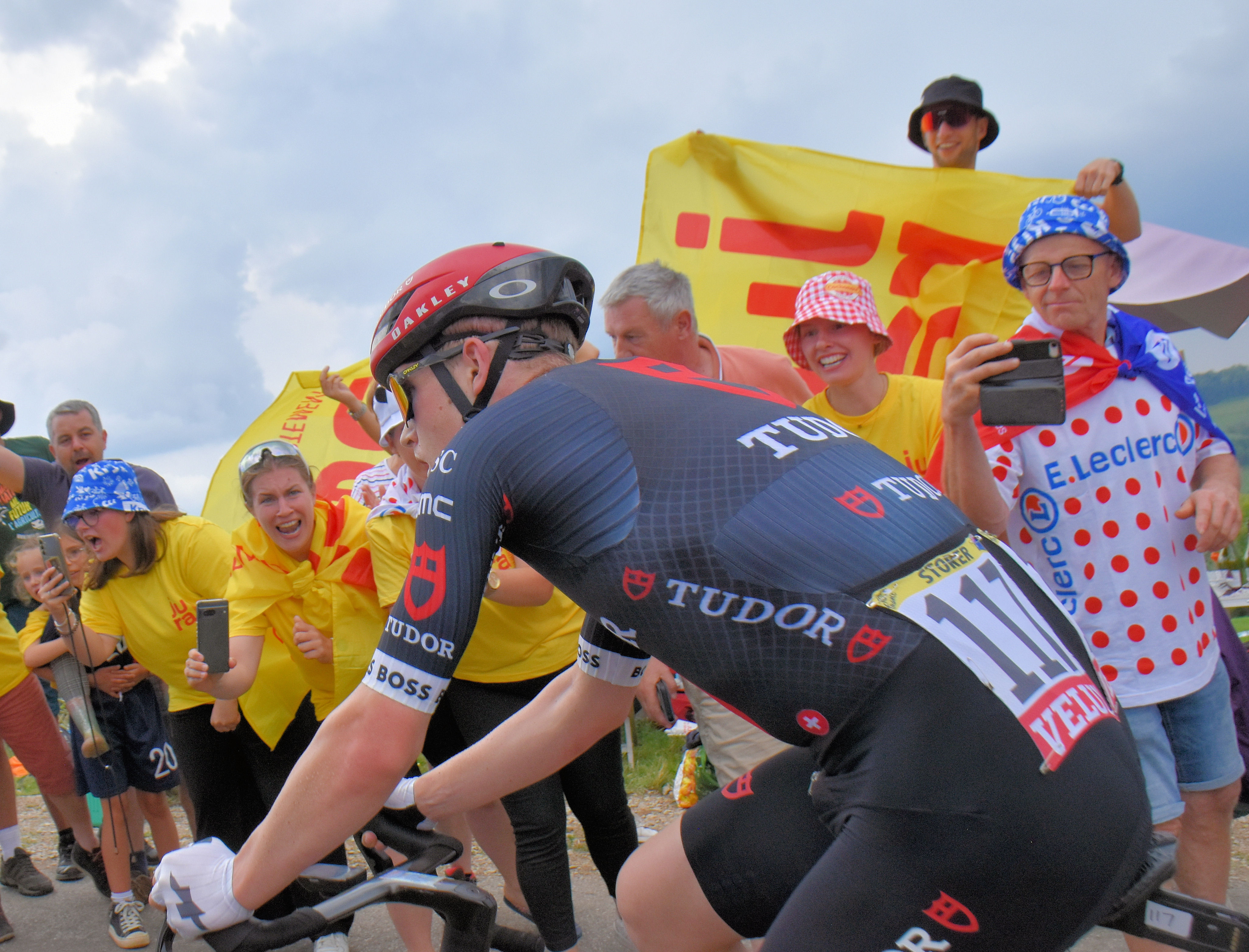
Michael Storer sur le Tour de France 2025

Ses bonnes performances lui permettent de signer en 2018 un contrat de deux saisons avec la formation World Tour Sunweb, tout comme son compatriote Jai Hindley,. Dès sa première saison, il dispute le Tour d'Espagne, son premier grand tour qu'il termine 117e. Il se classe notamment cinquième du Tour de Yorkshire et du Tour de Slovénie. En 2019, il se classe vingtième du Tour de Pologne et participe à nouveau au Tour d'Espagne (99e du classement final). En septembre 2019, il prolonge son contrat de deux saisons.
En 2020, il réalise un bon début de saison. Il est notamment cinquième de l'étape de Willunga Hill du Tour Down Under, puis septième du Herald Sun Tour et douzième du Tour des Alpes-Maritimes et du Var. La saison s'arrête peu après en raison de la pandémie de Covid-19. Après un retour à la compétition discret, il se montre performant lors du Tour d'Espagne en octobre, où il est troisième de la 11e étape et sixième de l'avant dernière étape, deux étapes remportées par David Gaudu.
Lors de la saison 2021, il prend la troisième place d'une étape sur le Tour des Alpes et participe à son premier Tour d'Italie, où il termine 31e. En juillet, il gagne la dernière étape et le classement général du Tour de l'Ain. Il s'agit de son premier succès sur le général d'une course par étapes. Quatre jours plus tard, l'équipe Groupama-FDJ annonce son arrivée pour les saisons 2022 et 2023. Lors du Tour d'Espagne il remporte les 7e et 10e étapes, ainsi que le classement de meilleur grimpeur. Il s'agit de ses premiers succès sur le circuit World Tour.

### 2022-2023: chez Groupama-FDJ
Michael Storer fait ses débuts au sein de l'équipe Groupama-FDJ lors du Tour de La Provence. Il obtient son premier résultat notable lors du Tour des Alpes, où il se classe deuxième du classement général derrière son ancien chef de file Romain Bardet.

### 2024-: Tudor
Storer signe un contrat avec l'équipe Tudor pour les saisons 2024 à 2026.

## Mode de vie
Michael Storer a déclaré être vegan depuis 2019.

## Palmarès et classements mondiaux

### Palmarès amateur
| - 2013 - Champion d'Australie du contre-la-montre U17 - 2014 - Champion d'Océanie du contre-la-montre juniors - 2e du championnat d'Australie de poursuite par équipes juniors - 3e du Trofeo Buffoni - 3e du championnat du monde du contre-la-montre juniors - 2015 - Champion d'Océanie du contre-la-montre juniors - Champion d'Australie sur route juniors - 3e étape d'Aubel-Thimister-La Gleize - 2016 - Champion d'Océanie sur route espoirs - Grand Prix de Poggiana - 3e du championnat d'Océanie du contre-la-montre espoirs | - 2017 - 1rea étape de Toscane-Terre de cyclisme (contre-la-montre par équipes) - Grand Prix Industrie del Marmo - 4e étape de l'An Post Rás - 2e du championnat d'Océanie sur route espoirs - 2e de l'UCI Oceania Tour - 2e du Grand Prix de Poggiana - 3e du championnat d'Australie du contre-la-montre espoirs - 3e du Tour de la Vallée d'Aoste |  |

### Palmarès professionnel
| - 2021 - Tour de l'Ain : - Classement général - 3e étape - Tour d'Espagne : - Classement de la montagne - 7e et 10e étapes - 2022 - 2e du Tour des Alpes - 3e du Mont Ventoux Dénivelé Challenges - 2023 - Tour de l'Ain : - Classement général - 3e étape - 3e du Tour du Limousin-Périgord-Nouvelle-Aquitaine | - 2024 - 2e du Tour de Toscane - 6e du Tour des Émirats arabes unis - 10e du Tour d'Italie - 2025 - 7e étape de Paris-Nice - Tour des Alpes : - Classement général - 2e étape - 3e du Trofeo Laigueglia - 5e de Paris-Nice - 10e du Tour d'Italie |  |

### Résultats sur les grands tours

#### Tour de France
2 participations
- 2022 : 35e
- 2025 : 42e

#### Tour d'Italie
3 participations
- 2021 : 31e
- 2024 : 10e
- 2025 : 10e

#### Tour d'Espagne
5 participations
- 2018 : 117e
- 2019 : 99e
- 2020 : 40e
- 2021 : 40e,  vainqueur du classement de la montagne, vainqueur des 7e et 10e étapes
- 2023 : 45e

### Classements mondiaux
| Année                                 | 2016 | 2017 | 2018 | 2019 | 2020 | 2021 | 2022 | 2023 | 2024 |
| ------------------------------------- | ---- | ---- | ---- | ---- | ---- | ---- | ---- | ---- | ---- |
| UCI World Tour                        | nc   | nc   | 319e |      |      |      |      |      |      |
| Classement mondial                    | 332e | 156e | 554e | 816e | 384e | 120e | 216e | 177e | 94e  |
| UCI Europe Tour                       | 538e | 403e | 399e |      |      |      |      |      |      |
| UCI Oceania Tour                      | 7e   | 2e   | nc   | 45e  | 26e  | 6e   | 15e  | 12e  | 6e   |
|                                       |      |      |      |      |      |      |      |      |      |
| Légende : nc = non classéSource : UCI |      |      |      |      |      |      |      |      |      |